# Autrichiens de Croatie
La minorité autrichienne de Croatie désigne la minorité ethnique autrichienne vivant en Croatie.